# Tommy Haas
Thomas Mario (Tommy) Haas (Hamburg, 3 april 1978) is een voormalig Duitse tennisser.

## Carrière
De rechtshandige Haas was sinds 1996 prof en genoot zijn opleiding bij de tennisacademie van Nick Bolletieri. Daarom woonde Haas vrijwel zijn gehele leven in de Verenigde Staten.
In 2002 klom Haas snel op de ATP-wereldranglijst, op 13 mei 2002 stond hij op de tweede plek. Toen zijn ouders bij een motorongeluk in Florida zwaargewond raakten bracht hij veel tijd met zijn familie door. Later in dat jaar kreeg Haas last van een schouderblessure, waardoor hij in 2003 uit de roulatie was.
Hij won één ATP Masters Series-toernooi: in 2001 in Stuttgart. Zijn beste resultaat op een grandslamtoernooi haalde hij op de Australian Open. In 1999, 2002 en 2007 wist hij de halve finale te bereiken.
In 2009 verloor Haas op de Australian Open in de derde ronde van de latere kampioen Rafael Nadal met 4-6, 2-6 en 2-6. Op het ATP-toernooi van San José won hij samen met Radek Štěpánek voor het eerst een ATP-dubbeltitel. In het enkelspel verloor hij van de titelverdediger Andy Roddick, Štěpánek won overigens ook het enkeltoernooi. Op Roland Garros speelde hij zijn beste toernooi op het gravel van Parijs, hij verloor in de vierde ronde van de latere winnaar Roger Federer met 7-6 (7-4), 7-5, 4-6, 0-6, 2-6. Haas won voor het eerst sinds ruim twee jaar een ATP-toernooi, het ATP-toernooi van Halle. In de finale won hij van Novak Đoković. Op Wimbledon lukte het Haas de halve eindstrijd te bereiken. In die ronde verloor hij van Roger Federer in drie sets. Haas maakte in oktober voortijdig een einde aan zijn seizoen, omdat hij de Mexicaanse griep opgelopen had.
In 2010 nam Haas ook de Amerikaanse nationaliteit aan. Op het toernooi van Indian Wells in de Verenigde Staten kondigde hij in maart 2018 zijn afscheid van het professionele tennis aan.

## Palmares
| Legenda                       | Legenda               |
| ----------------------------- | --------------------- |
| Grand Slam                    |                       |
| Olympische Spelen             |                       |
| tot 2009                      | vanaf 2009            |
| Tennis Masters Cup            | ATP Finals            |
| ATP Masters Series            | ATP Tour Masters 1000 |
| ATP International Series Gold | ATP Tour 500          |
| ATP International Series      | ATP Tour 250          |

### Enkelspel
| Nr.              | Datum             | Toernooi         | Ondergrond    | Tegenstander in finale | Score                         | Details |
| ---------------- | ----------------- | ---------------- | ------------- | ---------------------- | ----------------------------- | ------- |
| Gewonnen finales |                   |                  |               |                        |                               |         |
| 1.               | 15 februari 1999  | ATP Memphis      | Hardcourt (i) | Jim Courier            | 6-4, 6-1                      | Details |
| 2.               | 1 januari 2001    | ATP Adelaide     | Hardcourt     | Nicolás Massú          | 6-3, 6-1                      | Details |
| 3.               | 20 augustus 2001  | ATP Long Island  | Hardcourt     | Pete Sampras           | 6-3, 3-6, 6-2                 | Details |
| 4.               | 8 oktober 2001    | ATP Wenen        | Hardcourt (i) | Guillermo Cañas        | 6-2, 7-6, 6-4                 | Details |
| 5.               | 15 oktober 2001   | ATP Stuttgart    | Hardcourt (i) | Maks Mirni             | 6-2, 6-2, 6-2                 | Details |
| 6.               | 12 april 2004     | ATP Houston      | Gravel        | Andy Roddick           | 6-3, 6-4                      | Details |
| 7.               | 12 juli 2004      | ATP Los Angeles  | Hardcourt     | Nicolas Kiefer         | 7-6, 6-4                      | Details |
| 8.               | 5 februari, 2006  | ATP Delray Beach | Hardcourt     | Xavier Malisse         | 6-3, 3-6, 7-6                 | Details |
| 9.               | 25 februari 2006  | ATP Memphis      | Hardcourt (i) | Robin Söderling        | 6-3, 6-2                      | Details |
| 10.              | 24 juli 2006      | ATP Los Angeles  | Hardcourt     | Dmitri Toersoenov      | 4-6, 7-5, 6-3                 | Details |
| 11.              | 25 februari 2007  | ATP Memphis      | Hardcourt     | Andy Roddick           | 6-2, 6-3                      | Details |
| 12.              | 14 juni 2009      | ATP Halle        | Gras          | Novak Đoković          | 6-3, 6-7, 6-1                 | Details |
| 13.              | 17 juni 2012      | ATP Halle        | Gras          | Roger Federer          | 7-6(5), 6-4                   | Details |
| 14.              | 5 mei 2013        | ATP München      | Gravel        | Philipp Kohlschreiber  | 6-3, 7-6(3)                   | Details |
| 15.              | 20 oktober 2013   | ATP Wenen        | Hardcourt (i) | Robin Haase            | 6-3, 4-6, 6-4                 | Details |
| Verloren finales |                   |                  |               |                        |                               |         |
| 1.               | 13 oktober 1997   | ATP Lyon         | Tapijt (i)    | Fabrice Santoro        | 4-6, 4-6                      | Details |
| 2.               | 19 oktober 1998   | ATP Lyon         | Tapijt (i)    | Àlex Corretja          | 6-2, 6-7(6), 1-6              | Details |
| 3.               | 11 januari 1999   | ATP Auckland     | Hardcourt     | Sjeng Schalken         | 4-6, 4-6                      | Details |
| 4.               | 19 juli 1999      | Stuttgart        | Gravel        | Magnus Norman          | 7-6(6), 6-4, 6-7(7), 0-6, 3-6 | Details |
| 5.               | 4 oktober 1999    | GSC München      | Tapijt (i)    | Greg Rusedski          | 3-6, 4-6, 7-6(5), 6-7(5)      | Details |
| 6.               | 1 mei 2000        | ATP München      | Gravel        | Franco Squillari       | 4-6, 4-6                      | Details |
| 7.               | 18 september 2000 | OS Sydney        | Hardcourt     | Jevgeni Kafelnikov     | 6-7(4), 6-3, 2-6, 6-4, 3-6    | Details |
| 8.               | 9 oktober 2000    | ATP Wenen        | Hardcourt (i) | Tim Henman             | 4-6, 4-6, 4-6                 | Details |
| 9.               | 6 mei 2002        | ATP Rome         | Gravel        | Andre Agassi           | 3-6, 3-6, 0-6                 | Details |
| 10.              | 22 juli 2012      | ATP Hamburg      | Gravel        | Juan Mónaco            | 5–7, 4–6                      | Details |
| 11.              | 5 augustus 2012   | ATP Washington   | Hardcourt     | Oleksandr Dolgopolov   | 7-6(7), 4-6, 1-6              | Details |
| 12.              | 17 februari 2013  | ATP San Jose     | Hardcourt (i) | Milos Raonic           | 4-6, 3-6                      | Details |
| 13.              | 9 februari 2014   | ATP Zagreb       | Hardcourt (i) | Marin Čilić            | 3-6, 4-6                      | Details |

## Prestatietabel
| Legenda | Legenda                          |
| ------- | -------------------------------- |
| g.t.    | geen toernooi gehouden           |
| l.c.    | lagere categorie                 |
| –       | niet deelgenomen                 |
| G       | uitgeschakeld in de groepsfase   |
| 1R      | uitgeschakeld in de eerste ronde |
| 2R      | uitgeschakeld in de tweede ronde |
| 3R      | uitgeschakeld in de derde ronde  |
| 4R      | uitgeschakeld in de vierde ronde |
| KF      | uitgeschakeld in de kwartfinale  |
| HF      | uitgeschakeld in de halve finale |
| F       | de finale verloren               |
| W       | het toernooi gewonnen            |
| w-v     | winst/verlies-balans             |

### Enkelspel
| Toernooi             | 1996          | 1997          | 1998          | 1999          | 2000          | 2001          | 2002          | 2003          | 2004          | 2005          | 2006          | 2007          | 2008          | 2009          | 2010          | 2011          | 2012          | 2013          | 2014          | 2015          | Carrière w-v |
| -------------------- | ------------- | ------------- | ------------- | ------------- | ------------- | ------------- | ------------- | ------------- | ------------- | ------------- | ------------- | ------------- | ------------- | ------------- | ------------- | ------------- | ------------- | ------------- | ------------- | ------------- | ------------ |
| Grandslamtoernooien  |               |               |               |               |               |               |               |               |               |               |               |               |               |               |               |               |               |               |               |               |              |
| Australian Open      | –             | –             | 1R            | HF            | 2R            | 2R            | HF            | –             | –             | 2R            | 4R            | HF            | –             | 3R            | 3R            | –             | 2R            | 1R            | 1R            | –             | 26-13        |
| Roland Garros        | –             | –             | 1R            | 3R            | 3R            | 2R            | 4R            | –             | 1R            | 3R            | 3R            | –             | –             | 4R            | –             | 1R            | 3R            | KF            | 1R            | –             | 21-13        |
| Wimbledon            | –             | 2R            | 3R            | 3R            | 3R            | 1R            | –             | –             | 2R            | 1R            | 3R            | 4R            | 3R            | HF            | –             | 1R            | 1R            | 4R            | –             | 2R            | 24-14        |
| US Open              | 1R            | 3R            | 2R            | 4R            | 2R            | 4R            | 4R            | –             | KF            | 3R            | KF            | KF            | 2R            | 3R            | –             | 3R            | 1R            | 3R            | –             | 1R            | 34-17        |
| Winst-verlies        | 0-1           | 3-2           | 3-4           | 12-4          | 6-4           | 5-4           | 11-3          | 0-0           | 5-3           | 5-4           | 11-4          | 12-2          | 3-2           | 12-4          | 2-1           | 2-3           | 3-4           | 9-4           | 0-2           | 1-2           | 101-55       |
| Tennis Masters Cup   |               |               |               |               |               |               |               |               |               |               |               |               |               |               |               |               |               |               |               |               |              |
| ATP Masters          | –             | –             | –             | –             | –             | –             | –             | –             | –             | –             | –             | –             | –             | –             | –             | –             | –             | –             | –             | –             | 0-0          |
| ATP Masters 1000     |               |               |               |               |               |               |               |               |               |               |               |               |               |               |               |               |               |               |               |               |              |
| Indian Wells         | –             | –             | 3R            | 1R            | 3R            | 2R            | 2R            | –             | 4R            | 2R            | 4R            | KF            | KF            | 3R            | –             | –             | 2R            | 4R            | 4R            | –             | 25-13        |
| Miami                | –             | 3R            | 2R            | 2R            | 3R            | 4R            | 3R            | –             | 1R            | 3R            | 3R            | 2R            | –             | 1R            | –             | –             | 2R            | HF            | –             | –             | 14-12        |
| Monte Carlo          | –             | –             | –             | 2R            | 1R            | 3R            | KF            | –             | 2R            | –             | –             | –             | 1R            | –             | –             | –             | –             | –             | –             | –             | 7-6          |
| Rome                 | –             | 2R            | 3R            | –             | 1R            | 2R            | F             | –             | 1R            | 1R            | 1R            | 1R            | –             | –             | –             | –             | –             | 1R            | KF            | –             | 12-11        |
| Hamburg              | –             | HF            | 2R            | KF            | 1R            | 2R            | 3R            | –             | 2R            | 1R            | 1R            | –             | –             | geen toernooi | geen toernooi | geen toernooi | geen toernooi | geen toernooi | geen toernooi | geen toernooi | 12-9         |
| Stuttgart            | –             | 1R            | 2R            | 3R            | 1R            | W             | geen toernooi | geen toernooi | geen toernooi | geen toernooi | geen toernooi | geen toernooi | geen toernooi | geen toernooi | geen toernooi | geen toernooi | geen toernooi | geen toernooi | geen toernooi | geen toernooi | 7-4          |
| Madrid               | geen toernooi | geen toernooi | geen toernooi | geen toernooi | geen toernooi | geen toernooi | 2R            | –             | 3R            | 2R            | 3R            | 2R            | –             | 2R            | –             | –             | –             | 3R            | 1R            | –             | 9-8          |
| Montréal/Toronto     | –             | 2R            | 3R            | 3R            | –             | HF            | HF            | –             | 1R            | –             | 2R            | 3R            | 2R            | 2R            | –             | –             | KF            | 2R            | –             | –             | 21-12        |
| Cincinnati           | –             | 2R            | 3R            | 3R            | –             | 2R            | 1R            | –             | KF            | 1R            | 3R            | 1R            | 3R            | 1R            | –             | 1R            | 2R            | 3R            | –             | –             | 16-14        |
| Shanghai             | geen toernooi | geen toernooi | geen toernooi | geen toernooi | geen toernooi | geen toernooi | geen toernooi | geen toernooi | geen toernooi | geen toernooi | geen toernooi | geen toernooi | geen toernooi | 2R            | –             | –             | KF            | 3R            | –             | 1R            | 6-3          |
| Parijs               | –             | –             | 3R            | KF            | 2R            | HF            | 3R            | –             | 3R            | 3R            | HF            | 3R            | –             | 2R            | –             | –             | –             | 2R            | –             | –             | 15-11        |
| Olympische Spelen    |               |               |               |               |               |               |               |               |               |               |               |               |               |               |               |               |               |               |               |               |              |
| Olympische Spelen    | –             | geen toernooi | geen toernooi | geen toernooi | F             | geen toernooi | geen toernooi | geen toernooi | 2R            | geen toernooi | geen toernooi | geen toernooi | –             | geen toernooi | geen toernooi | geen toernooi | –             | g.t           | g.t           | g.t           | 6-2          |
| Statistieken         |               |               |               |               |               |               |               |               |               |               |               |               |               |               |               |               |               |               |               |               |              |
| Totaal aantal titels | 0             | 0             | 0             | 1             | 0             | 4             | 0             | 0             | 2             | 0             | 3             | 1             | 0             | 1             | 0             | 0             | 1             | 2             | 0             | 0             | 15           |
| Totaal winst-verlies | 4-3           | 23-17         | 43-26         | 47-26         | 36-22         | 57-21         | 45-21         | 0-0           | 37-22         | 33-24         | 49-21         | 39-17         | 18-14         | 31-17         | 3-4           | 7-12          | 31-16         | 47-21         | 14-11         | 2-9           | 566-324      |
| Eindejaarsranking    | 170           | 45            | 34            | 12            | 23            | 8             | 11            | -             | 17            | 45            | 11            | 12            | 82            | 18            | 373           | 205           | 21            | 12            | 77            | 471           | n.v.t.       |

N.B. "g.t." = geen toernooi

### Prestatietabel grand slam, dubbelspel
| Toernooi        | 2005 | 2006 | 2007 | 2008 | 2009 | 2010 | 2011 |
| --------------- | ---- | ---- | ---- | ---- | ---- | ---- | ---- |
| Australian Open | –    | –    | –    | –    | –    | –    | –    |
| Roland Garros   | –    | –    | –    | –    | –    | –    | 1R   |
| Wimbledon       | –    | –    | –    | –    | –    | –    | –    |
| US Open         | 1R   | –    | –    | –    | –    | –    | –    |